# Xavier Gies
Xavier Gies (27 december 1996) is een Belgische profvoetballer die als doelman speelt.

## Clubcarrière
Gies is afkomstig uit de jeugdopleiding van RSC Anderlecht. In 2014 tekende hij op 17-jarige leeftijd een profcontract bij KSV Roeselare. Op 19 april 2015 debuteerde de doelman in de tweede klasse tegen White Star Bruxelles. Doelman Gilles Lentz liep in de 62e minuut tegen een rode kaart aan, waarna Gies het veld inkwam en direct een penalty stopte. Roeselare verloor deze wedstrijd met 1–3. Eén week later speelde hij zijn eerste volledige competitiewedstrijd tegen Patro Eisden Maasmechelen. Roeselare won deze uitwedstrijd met 0-5. Na een subliem seizoen werd Gies verkozen tot speler van het seizoen 2018-2019.

## Carrièrestatistieken
| Seizoen         | Club            | Land            | Competitie             | Wed. | Dlp. |
| --------------- | --------------- | --------------- | ---------------------- | ---- | ---- |
| 2014/15         | KSV Roeselare   | Vlag van België | Proximus League        | 2    | 0    |
| 2015/16         | FCV Dender EH   | Vlag van België | Derde klasse           | 13   | 0    |
| 2016/17         | FCV Dender EH   | Vlag van België | Eerste klasse amateurs | 30   | 0    |
| 2017/18         | FCV Dender EH   | Vlag van België | Eerste klasse amateurs | 20   | 0    |
| 2018/19         | FCV Dender EH   | Vlag van België | Eerste klasse amateurs | 31   | 0    |
| 2019/20         | FCV Dender EH   | Vlag van België | Eerste klasse amateurs | 26   | 0    |
| Carrière totaal | Carrière totaal | Carrière totaal | Carrière totaal        | 122  | 0    |